# Voetbal op de Olympische Jeugdzomerspelen 2010 – meisjes
Voetbal is een van de sporten die beoefend werden tijdens de Olympische Jeugdzomerspelen 2010 in Singapore. De wedstrijden werden gespeeld van 12 tot en met 25 augustus in het Jalan Besarstadion. Er was een jongens- en een meisjestoernooi. Er werd in beide toernooien gespeeld met zes landen, die verdeeld werden in twee groepen van drie. De top twee plaatste zich voor de halve finales.

## Deelnemende landen
De UEFA hield op 12 en 14 oktober 2009 een kwalificatietoernooi in Nyon, waaraan de vier zwakste landen deelnamen (naast winnaar Turkije: Georgië, Moldavië en Kazachstan). De overige confederaties kozen ervoor deelnemers te nomineren die door de FIFA en het IOC werden goedgekeurd.
| Afrika (CAF)             | Equatoriaal-Guinea  |
| Azië (AFC)               | Iran                |
| Europa (UEFA)            | Turkije             |
| Noord-Amerika (CONCACAF) | Trinidad en Tobago  |
| Oceanië (OFC)            | Papoea-Nieuw-Guinea |
| Zuid-Amerika (CONMEBOL)  | Chili               |

## Toernooi

### Groepsfase

#### Groep A
| Team                | Wed. | W | G | V | DV | DT | DS | Ptn. |
| ------------------- | ---- | - | - | - | -- | -- | -- | ---- |
| Turkije             | 2    | 2 | 0 | 0 | 8  | 2  | +6 | 6    |
| Iran                | 2    | 1 | 0 | 1 | 3  | 4  | −1 | 3    |
| Papoea-Nieuw-Guinea | 2    | 0 | 0 | 2 | 0  | 5  | −5 | 0    |

|                                |                                                   |         |                                    |                                                                     |
| 12 augustus 2010 18:00 (UTC+8) | Turkije                                           | 4 - 2   | Iran                               | Jalan Besarstadion Toeschouwers: 2.493 Scheidsrechter: Michelle Pye |
| 12 augustus 2010 18:00 (UTC+8) | Karatas 1' Adeli 69' (e.d.) Serin 70' Aydin 80+2' | Verslag | 3' (e.d.) Eda DuranDuran 6' Aflaki | Jalan Besarstadion Toeschouwers: 2.493 Scheidsrechter: Michelle Pye |

|                                |                |         |                     |                                                                      |
| 15 augustus 2010 18:00 (UTC+8) | Iran           | 1 - 0   | Papoea-Nieuw-Guinea | Jalan Besarstadion Toeschouwers: 827 Scheidsrechter: Kateryna Monzul |
| 15 augustus 2010 18:00 (UTC+8) | Ardestaini 43' | Verslag |                     | Jalan Besarstadion Toeschouwers: 827 Scheidsrechter: Kateryna Monzul |

|                                |                     |         |                                       |                                                                              |
| 18 augustus 2010 18:00 (UTC+8) | Papoea-Nieuw-Guinea | 0 - 4   | Turkije                               | Jalan Besarstadion Toeschouwers: 1.380 Scheidsrechter: Therese Raissa Neguel |
| 18 augustus 2010 18:00 (UTC+8) |                     | Verslag | 6' Duran 52'Baskol 80+1', 80+3' Aytop | Jalan Besarstadion Toeschouwers: 1.380 Scheidsrechter: Therese Raissa Neguel |

#### Groep B
| Team               | Wed. | W | G | V | DV | DT | DS | Ptn. |
| ------------------ | ---- | - | - | - | -- | -- | -- | ---- |
| Equatoriaal-Guinea | 2    | 2 | 0 | 0 | 7  | 2  | +5 | 6    |
| Chili              | 2    | 1 | 0 | 1 | 2  | 4  | −2 | 3    |
| Trinidad en Tobago | 2    | 0 | 0 | 2 | 1  | 4  | −3 | 0    |

|                                |               |         |                    |                                                                          |
| 12 augustus 2010 20:45 (UTC+8) | Chili         | 1 - 0   | Trinidad en Tobago | Jalan Besarstadion Toeschouwers: 2.493 Scheidsrechter: Pannipar Kamnueng |
| 12 augustus 2010 20:45 (UTC+8) | Rodríguez 80' | Verslag |                    | Jalan Besarstadion Toeschouwers: 2.493 Scheidsrechter: Pannipar Kamnueng |

|                                |                    |         |                         |                                                                        |
| 15 augustus 2010 20:45 (UTC+8) | Trinidad en Tobago | 1 - 3   | Equatoriaal-Guinea      | Jalan Besarstadion Toeschouwers: 827 Scheidsrechter: Gabriela Bandeira |
| 15 augustus 2010 20:45 (UTC+8) | Prescott 64'       | Verslag | 7', 41'Avomo 59' Nchama | Jalan Besarstadion Toeschouwers: 827 Scheidsrechter: Gabriela Bandeira |

|                                |                                 |         |              |                                                                    |
| 18 augustus 2010 20:45 (UTC+8) | Equatoriaal-Guinea              | 4 - 1   | Chili        | Jalan Besarstadion Toeschouwers: 1.547 Scheidsrechter: Sandra Braz |
| 18 augustus 2010 20:45 (UTC+8) | Ndong 12', 68' Avomo 80', 80+2' | Verslag | 35' Orellana | Jalan Besarstadion Toeschouwers: 1.547 Scheidsrechter: Sandra Braz |

### Eindfase

#### Halve finales
|                                |                       |         |                                          |                                                                          |
| 21 augustus 2010 18:00 (UTC+8) | Turkije               | 2 - 3   | Chili                                    | Jalan Besarstadion Toeschouwers: 2.315 Scheidsrechter: Pannipar Kamnueng |
| 21 augustus 2010 18:00 (UTC+8) | Baskol 37' Akarsu 40' | Verslag | 20' Armijo 26' Rodriguez 80+4' Navarrete | Jalan Besarstadion Toeschouwers: 2.315 Scheidsrechter: Pannipar Kamnueng |

|                                |                                                   |         |               |                                                                    |
| 21 augustus 2010 20:45 (UTC+8) | Equatoriaal-Guinea                                | 4 - 1   | Iran          | Jalan Besarstadion Toeschouwers: 2.707 Scheidsrechter: Sandra Braz |
| 21 augustus 2010 20:45 (UTC+8) | Nchama Biyogo 32' Avomo 36' Ndong 56' (pen.), 66' | Verslag | 46' Ardestani | Jalan Besarstadion Toeschouwers: 2.707 Scheidsrechter: Sandra Braz |

#### Vijfde plaats
|                                |                          |       |                            |                                                                          |
| 23 augustus 2010 18:00 (UTC+8) | Papoea-Nieuw-Guinea      | 0 - 0 | Trinidad en Tobago         | Jalan Besarstadion Toeschouwers: 1.615 Scheidsrechter: Gabriela Bandeira |
| 23 augustus 2010 18:00 (UTC+8) | Verslag                  |       |                            | Jalan Besarstadion Toeschouwers: 1.615 Scheidsrechter: Gabriela Bandeira |
| 23 augustus 2010 18:00 (UTC+8) | Strafschoppen            |       |                            | Jalan Besarstadion Toeschouwers: 1.615 Scheidsrechter: Gabriela Bandeira |
| 23 augustus 2010 18:00 (UTC+8) | Steven Morris Obi Kaikas | 2 - 4 | Warrick Asson Jacob Sequea | Jalan Besarstadion Toeschouwers: 1.615 Scheidsrechter: Gabriela Bandeira |

#### Derde plaats
|                                |                                |         |      |                                                                     |
| 24 augustus 2010 18:00 (UTC+8) | Turkije                        | 3 - 0   | Iran | Jalan Besarstadion Toeschouwers: 1.970 Scheidsrechter: Michelle Pye |
| 24 augustus 2010 18:00 (UTC+8) | Baskol 3' Akarsu 51' Serin 71' | Verslag |      | Jalan Besarstadion Toeschouwers: 1.970 Scheidsrechter: Michelle Pye |

#### Finale
|                                |                                                 |         |                               |                                                                        |
| 24 augustus 2010 20:45 (UTC+8) | Chili                                           | 1 - 1   | Equatoriaal-Guinea            | Jalan Besarstadion Toeschouwers: 2.000 Scheidsrechter: Kateryna Monzul |
| 24 augustus 2010 20:45 (UTC+8) | Orellana 25'                                    | Verslag | 55' (pen.) Ndong              | Jalan Besarstadion Toeschouwers: 2.000 Scheidsrechter: Kateryna Monzul |
| 24 augustus 2010 20:45 (UTC+8) | Strafschoppen                                   |         |                               | Jalan Besarstadion Toeschouwers: 2.000 Scheidsrechter: Kateryna Monzul |
| 24 augustus 2010 20:45 (UTC+8) | Navarrete Rodríguez Roa González Parra Orellana | 5 - 3   | Ndong V. Nchama Nguema Obiang | Jalan Besarstadion Toeschouwers: 2.000 Scheidsrechter: Kateryna Monzul |